# Peter Reid (voetballer)
Peter Reid (Huyton, 20 juni 1956) is een Engels oud-voetballer en trainer.

## Voetbalcarrière
Reid startte zijn profcarrière in 1974 bij Bolton Wanderers. In 8 seizoenen maakte hij hier 225 keer zijn opwachting en scoorde hij 23 doelpunten. Daarna verhuisde hij voor 7 seizoenen naar Everton FC. Na een passage bij Queens Park Rangers speelde hij 3 jaar voor Manchester City. Hij sloot zijn carrière af bij kleinere clubs zoals Notts County FC en Bury FC.

## Trainerscarrière
Hij begon zijn trainerscarrière als speler-trainer in 1990 bij Manchester City. Via onder meer 7 seizoenen Sunderland en de nationale ploeg van Thailand kwam hij in 2014 bij het Indiase Mumbai City FC terecht.

## Clubstatistieken
| Seizoen         | Club                | Competitie                    | Competitie | Competitie | Beker | Beker | Europa | Europa | Totaal | Totaal |
| Seizoen         | Club                | Competitie                    | Wed.       | Dlp.       | Wed.  | Dlp.  | Wed.   | Dlp.   | Wed.   | Dlp.   |
| --------------- | ------------------- | ----------------------------- | ---------- | ---------- | ----- | ----- | ------ | ------ | ------ | ------ |
| 1974-1982       | Bolton Wanderers    | Premiership                   | 225        | 23         | 0     | 0     | 0      | 0      | 225    | 0      |
| 1982-1989       | Everton FC          | Premiership                   | 159        | 8          | 0     | 0     | 0      | 0      | 159    | 0      |
| 1989-1990       | Queens Park Rangers | Premiership                   | 29         | 1          | 0     | 0     | 0      | 0      | 29     | 0      |
| 1990-1993       | Manchester City     | Premier League en Premiership | 103        | 1          | 0     | 0     | 0      | 0      | 103    | 0      |
| 1993-1994       | Southampton FC      | Premier League                | 7          | 0          | 0     | 0     | 0      | 0      | 7      | 0      |
| 1994            | Notts County FC     | Premiership                   | 5          | 0          | 0     | 0     | 0      | 0      | 5      | 0      |
| 1994-1995       | Bury FC             | Football League Championship  | 1          | 0          | 0     | 0     | 0      | 0      | 1      | 0      |
| Carrière totaal | Carrière totaal     | Carrière totaal               | 529        | 33         | 0     | 0     | 0      | 0      | 529    | 0      |

1 Shilton ·
2 G. M. Stevens ·
3 Sansom ·
4 Hoddle ·
5 Martin ·
6 Butcher ·
7 Br. Robson  ·
8 Wilkins ·
9 Hateley ·
10 Lineker ·
11 Waddle ·
12 Anderson ·
13 Woods ·
14 Fenwick ·
15 G. A. Stevens ·
16 Reid ·
17 Steven ·
18 Hodge ·
19 Barnes ·
20 Beardsley ·
21 Dixon ·
22 Bailey ·
Coach: Bo. Robson
1 Shilton ·
2 Stevens ·
3 Sansom ·
4 Webb ·
5 Watson ·
6 Adams ·
7 Br. Robson  ·
8 Steven ·
9 Beardsley ·
10 Lineker ·
11 Barnes ·
12 Waddle ·
13 Woods ·
14 Anderson ·
15 McMahon ·
16 Reid ·
17 Hoddle ·
18 Hateley ·
19 Wright ·
20 Dorigo ·
Coach: Bo. Robson